# 溫尼茨基斯塔維

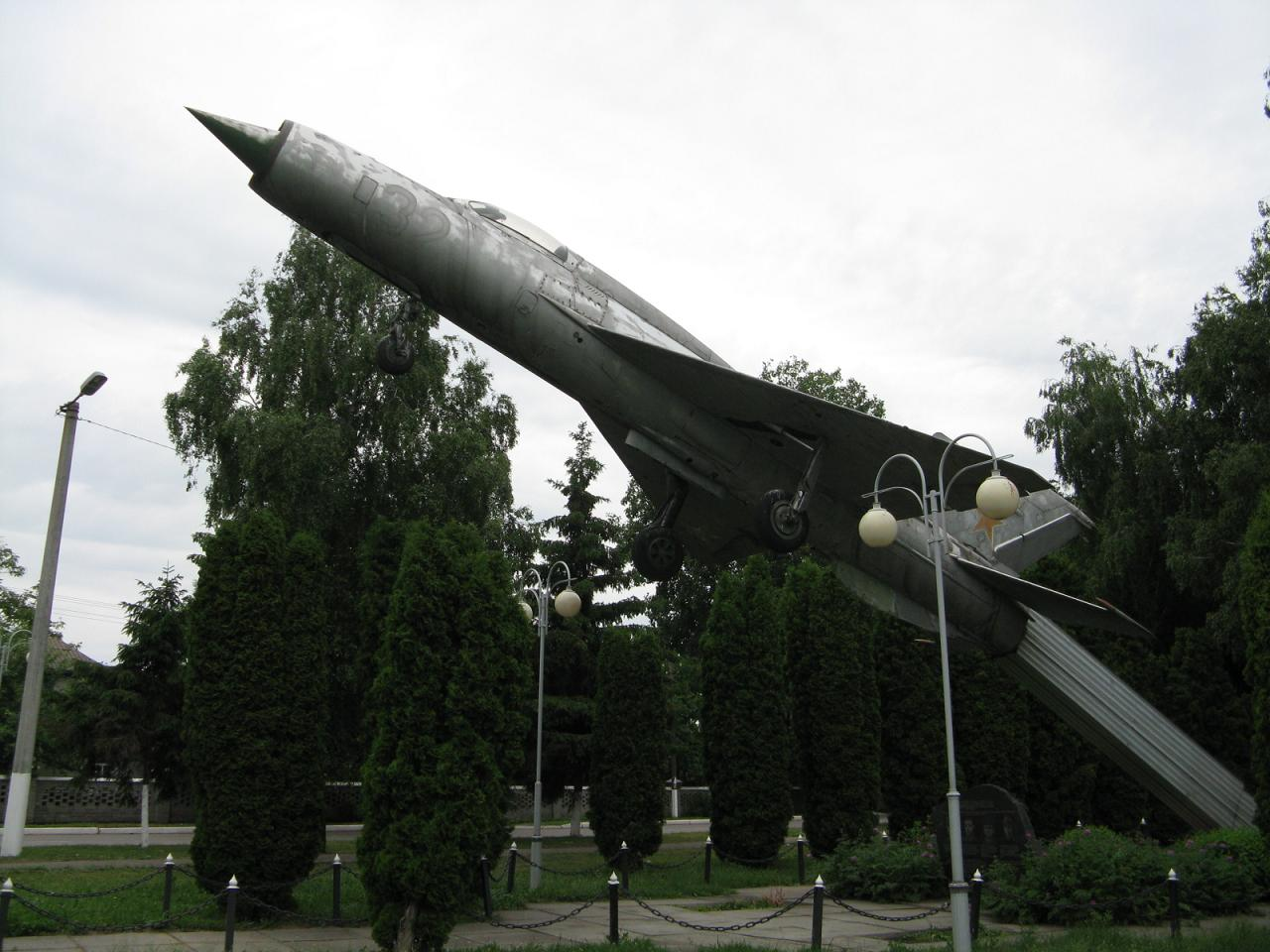

50°0′22″N 30°7′8″E / 50.00611°N 30.11889°E
溫尼茨基斯塔維（烏克蘭語：Вінницькі Стави）是位於烏克蘭北部的村莊，由基辅州白采爾克瓦區的科瓦利夫卡市鎮負責管轄。該村始建於1701年，面積26平方公里，2001年人口650，人口密度每平方公里25.2人。